# IS-IS
IS-IS (ang. Intermediate System to Intermediate System) – protokół trasowania stanu łącza (ang. link-state) oparty na otwartych standardach.  Jest protokołem bramy wewnętrznej – IGP (ang. Interior Gateway Protocol) – czyli używany może być wewnątrz systemu autonomicznego. Opisany został w dokumencie RFC 1142 ↓. Używa algorytmu Dijkstry, by znaleźć najlepszą ścieżkę w sieci do transportu pakietów danych.

## Historia
Protokół IS-IS został zaprojektowany przez Digital Equipment Corporation jako V faza DECnet. Ustandaryzowany przez ISO w 1992 jako ISO 10589. Zadaniem IS-IS było umożliwienie trasowania datagramów protokołu warstwy trzeciej OSI/ISO – CLNS (odpowiednika IP).
IS-IS był rozwijany jeszcze przed pracami IETF nad protokołem OSPF. Później został on rozszerzony o możliwość trasowania datagramów protokołu IP (podstawowy protokół używany w Internecie). Ta wersja IS-IS została nazwana jako zintegrowany IS-IS (ang. Integrated IS-IS).
OSPF dominuje obecnie jako protokół trasowania wewnętrznego (IGP), szczególnie dla sieci o małej i średniej skalowalności. Natomiast IS-IS – mniej znany inżynierom sieciowym – ze względu na swoje cechy, pozostał protokołem używanym głównie przez dużych operatorów internetowych.